# 109년

## 연호
- 후한(後漢) 영초(永初) 3년

## 기년
- 후한(後漢) 안제(安帝) 3년
- 신라(新羅) 파사 이사금(婆娑泥師今) 30년
- 고구려(高句麗) 태조대왕(太祖大王) 57년
- 백제(百濟) 기루왕(己婁王) 33년

## 사망
- 교황 에바리스토